# Naissance en 1226
Naissance
- 1222
- 1223
- 1224
- 1225
- 1226
- 1227
- 1228
- 1229
- 1230

Cette page dresse une liste de personnalités nées au cours de l'année 1226 :
- 21 juin : Boleslas V le Pudique, duc de Sandomierz et duc de Cracovie.

- Ata-Malik Juvaini, historien persan.
- Bai Pu, dramaturge chinois de la dynastie Yuan.
- Abu al-Faraj Ibn al-Ibri, historien médecin, philosophe et évêque de l'Église syriaque jacobite.
- Blanche de Navarre, duchesse consort de Bretagne,
- Hermann VI de Bade-Bade, co-margrave de Bade-Bade, margrave titulaire de Vérone, duc de Carinthie, duc nominal de Styrie et d'Autriche.
- Jean Ier de Courtenay-Champignelles, archevêque de Reims, duc et pair de France.
- Mukagu Sogen, maître zen.
- Ulrich Ier de Wurtemberg, comte de Wurtemberg et d'Urach.

date incertaine (vers 1226)
- Gui de Dampierre, marquis de Namur et  comte de Flandre.

## Crédit d'auteurs
- Cet article est partiellement ou en totalité issu de l'article intitulé « 1226 » (voir la liste des auteurs).